# Nothing Has Changed
Nothing Has Changed —estilizado como Nothing has changed.— es un álbum recopilatorio del músico británico David Bowie, publicado por la compañía discográfica Parlophone en noviembre de 2014. El álbum incluyó una canción nueva, «Sue (Or in a Season of Crime)», y es notable por presentar canciones del álbum inédito Toy: «Your Turn to Drive», previamente publicado como sencillo a través de Internet, así como regrabaciones inéditas de «Let Me Sleep Beside You» y «Shadow Man». y el vigesimoquinto y penúltimo 
El recopilatorio fue publicado en múltiples formatos, cada uno con portadas diferentes: una versión de tres CD, secuenciados en orden cronológico inverso, una versión de dos CD, secuenciada en orden cronológico, una edición en CD sencillo y otra en LP. El título del álbum procede de la letra de «Sunday», del álbum Heathen.

## Lista de canciones
Todas las canciones compuestas por David Bowie excepto donde se anota.

### Edicióndeluxe(3 CD)
Disco uno
1. "Sue (Or in a Season of Crime)" (Bob Bhamra, Bowie, Maria Schneider, Paul Bateman) (7:23)
2. "Where Are We Now?" (4:09)
3. "Love Is Lost" (Hello Steve Reich Mix by James Murphy – Edit) (4:07)
4. "The Stars (Are Out Tonight)" (3:57)
5. "New Killer Star" (3:42)
6. "Everyone Says 'Hi'" (3:29)
7. "Slow Burn" (3:55)
8. "Let Me Sleep Beside You" (3:12)
9. "Your Turn to Drive" (4:54)
10. "Shadow Man" (4:44)
11. "Seven" (David Bowie, Reeves Gabrels) (4:12)
12. "Survive" (Marius de Vries Mix) (David Bowie, Reeves Gabrels) (4:17)
13. "Thursday's Child" (David Bowie, Reeves Gabrels) (4:26)
14. "I'm Afraid of Americans" (V1) (Bowie, Brian Eno) (4:26)
15. "Little Wonder" (Bowie, Gabrels, Mark Plati) (3:42)
16. "Hallo Spaceboy" (Pet Shop Boys remix) (Bowie, Eno) (4:25)
17. "The Hearts Filthy Lesson" (Bowie, Eno, Gabrels, Mike Garson, Erdal Kizilcay, Sterling Campbell) (3:32)
18. "Strangers When We Meet" (4:18)

Disco dos
1. "The Buddha of Suburbia" (4:24)
2. "Jump They Say" (3:53)
3. "Time Will Crawl" (4:17)
4. "Absolute Beginners" (5:35)
5. "Dancing in the Street" (Marvin Gaye, William "Mickey" Stevenson, Ivy Jo Hunter) – con Mick Jagger (3:10)
6. "Loving the Alien" (4:43)
7. "This Is Not America (Bowie, Lyle Mays, Pat Metheny) (3:51)
8. "Blue Jean" (3:11)
9. "Modern Love" (3:56)
10. "China Girl" (Bowie, Jim Osterburg (a.k.a. Iggy Pop) (4:15)
11. "Let's Dance" (4:08)
12. "Fashion" (3:26)
13. "Scary Monsters (and Super Creeps)" (3:32)
14. "Ashes to Ashes" (3:35)
15. "Under Pressure" (Bowie, John Deacon, Brian May, Freddie Mercury, Roger Meddows-Taylor) (4:08)
16. "Boys Keep Swinging" (Bowie, Eno) (3:17)
17. "Heroes" (Bowie, Eno) (3:33)
18. "Sound and Vision" (3:03)
19. "Golden Years" (3:27)
20. "Wild Is the Wind" (Dimitri Tiomkin, Ned Washington) (6:04)

Disco tres
1. "Fame" (Bowie, John Lennon, Carlos Alomar) (4:16)
2. "Young Americans" (2007 Tony Visconti mix of U.S. single edit) (3:13)
3. "Diamond Dogs" (5:50)
4. "Rebel Rebel" (4:30)
5. "Sorrow" (Bob Feldman, Jerry Goldstein, Richard Gottehrer) (2:53)
6. "Drive-In Saturday" (4:30)
7. "All the Young Dudes" (3:08)
8. "The Jean Genie" (4:05)
9. "Moonage Daydream" (4:39)
10. "Ziggy Stardust" (3:12)
11. "Starman" (4:12)
12. "Life On Mars?" (3:49)
13. "Oh! You Pretty Things" (3:12)
14. "Changes" (3:35)
15. "The Man Who Sold the World" (3:57)
16. "Space Oddity" (5:14)
17. "In the Heat of the Morning" (2:57)
18. "Silly Boy Blue" (3:54)
19. "Can't Help Thinking About Me" (2:43)
20. "You've Got a Habit of Leaving" (2:28)
21. "Liza Jane" ("Davie Jones and The King Bees") (Leslie Conn) (2:16)

### Edición 2-CD
Disco uno
1. "Space Oddity" (5:14)
2. "The Man Who Sold the World" (3:57)
3. "Changes" (3:35)
4. "Oh! You Pretty Things" (3:12)
5. "Life on Mars?" (2003 Ken Scott Mix) (3:49)
6. "Starman" (4:12)
7. "Ziggy Stardust" (3:12)
8. "Moonage Daydream" (4:39)
9. "The Jean Genie" (4:05)
10. "All the Young Dudes" (3:08)
11. "Drive-In Saturday" (4:30)
12. "Sorrow" (Feldman, Goldstein, Gottehrer) (2:53)
13. "Rebel Rebel" (4:30)
14. "Young Americans" (3:13)
15. "Fame" (Bowie, Lennon, Alomar) (4:16)
16. "Golden Years" (3:27)
17. "Sound and Vision" (3:03)
18. ""Heroes"" (single version) (Bowie, Eno) (3:33)
19. "Boys Keep Swinging" (Bowie, Eno) (3:17)
20. "Fashion" (3:26)
21. "Ashes to Ashes" (3:35)

Disco dos
1. "Under Pressure" (Bowie, Deacon, May, Mercury, Taylor) – con Queen (4:08)
2. "Let's Dance" (4:08)
3. "China Girl" (Bowie, Osterburg (a.k.a. Pop)) (4:15)
4. "Modern Love" (3:56)
5. "Blue Jean" (3:11)
6. "This Is Not America" (Bowie, Mays, Methany) – con the Pat Metheny Group (3:51)
7. "Dancing in the Street" (Gaye, Stevenson, Hunter) – con Mick Jagger (3:10)
8. "Absolute Beginners" (4:46)
9. "Jump They Say" (3:54)
10. "Hallo Spaceboy" (Bowie, Eno) – con the Pet Shop Boys (4:25)
11. "Little Wonder" (Bowie, Gabrels, Plati) (3:42)
12. "I'm Afraid of Americans" (V1) (Bowie, Eno) (4:25)
13. "Thursday's Child" (Bowie, Gabrels) (4:26)
14. "Everyone Says 'Hi'" (3:29)
15. "New Killer Star" (3:43)
16. "Love Is Lost" (Hello Steve Reich Mix by James Murphy for the DFA) (4:07)
17. "Where Are We Now?" (4:09)
18. "Sue (Or in a Season of Crime)" (Bhamra, Bowie, Schneider, Bateman) (7:23)

### Edición CD
1. "Let’s Dance" (4:08)
2. "Ashes to Ashes" (3:35)
3. "Under Pressure" (Bowie, Deacon, May, Mercury, Taylor) – con Queen (4:08)
4. ""Heroes"" (Bowie, Eno) (3:35)
5. "Changes" (3:35)
6. "Space Oddity" (4:33)
7. "Lady Stardust" (3:20)
8. "Life on Mars?" (2003 Ken Scott mix) (3:49)
9. "Starman" (4:12)
10. "Ziggy Stardust" (3:12)
11. "The Jean Genie" (4:05)
12. "Rebel Rebel" (4:30)
13. "Golden Years" (3:27)
14. "Fame" (Bowie, Lennon, Alomar) (4:16)
15. "Sound and Vision" (3:03)
16. "Hallo Spaceboy" (Pet Shop Boys remix) (Bowie, Eno) – con the Pet Shop Boys (4:25)
17. "China Girl" (single version) (Bowie, Osterburg (a.k.a. Pop)) (4:15)
18. "Dancing in the Street" (Gaye, Stevenson, Hunter) – con Mick Jagger (3:11)
19. "Absolute Beginners" (4:46)
20. "Where Are We Now?" (4:09)
21. "Sue (Or in a Season of Crime)" (Bhamra, Bowie, Schneider, Bateman) – con the Maria Schneider Orchestra (4:01)

### Edición en vinilo
Cara A
1. "Let's Dance" (4:08)
2. "Ashes to Ashes" (3:35)
3. ""Heroes"" (Bowie, Eno) (3:33)
4. "Changes" (3:35)
5. "Life on Mars?" (3:49)

Cara B
1. "Space Oddity" (5:14)
2. "Starman" (4:12)
3. "Ziggy Stardust" (3:12)
4. "The Jean Genie" (4:05)
5. "Rebel Rebel" (4:30)

Cara C
1. "Golden Years" (3:27)
2. "Fame" (Bowie, Lennon, Alomar) (4:16)
3. "Sound and Vision" (3:03)
4. "Under Pressure" (Bowie, Deacon, May, Mercury, Taylor) - con Queen (4:08)
5. "Sue (Or in a Season of Crime)" (Bhamra, Bowie, Schneider, Bateman) – con the Maria Schneider Orchestra (7:23)

Cara D
1. "Hallo Spaceboy" (Pet Shop Boys remix) (Bowie, Eno) – con the Pet Shop Boys (4:25)
2. "China Girl" (Bowie, Osterburg (a.k.a. Pop)) (4:15)
3. "Modern Love" (3:56)
4. "Absolute Beginners" (5:35)
5. "Where Are We Now?" (4:09)

## Posición en listas
| Lista                               | Posición |
| ----------------------------------- | -------- |
| Australia (ARIA)                    | 58       |
| Austria (Ö3 Austria)                | 30       |
| Bélgica (Ultratop flamenca)         | 9        |
| Bélgica (Ultratop valona)           | 24       |
| Países Bajos (Album Top 100)        | 12       |
| Finlandia (Suomen Virallinen Lista) | 49       |
| Alemania (Media Control Charts)     | 24       |
| Irlanda (IRMA)                      | 11       |
| Italia (FIMI)                       | 16       |
| Nueva Zelanda (Recorded Music NZ)   | 34       |
| Noruega (VG-lista)                  | 14       |
| Suiza (Schweizer Hitparade)         | 42       |
| Reino Unido (UK Albums Chart)       | 9        |
| Estados Unidos (Billboard 200)      | 57       |